# Mycetophila gibbula
Mycetophila gibbula är en tvåvingeart som beskrevs av Edwards 1925. Mycetophila gibbula ingår i släktet Mycetophila och familjen svampmyggor. Arten är reproducerande i Sverige. Inga underarter finns listade i Catalogue of Life.